# Colchicaceae
Classification APG III (2009)
Famille

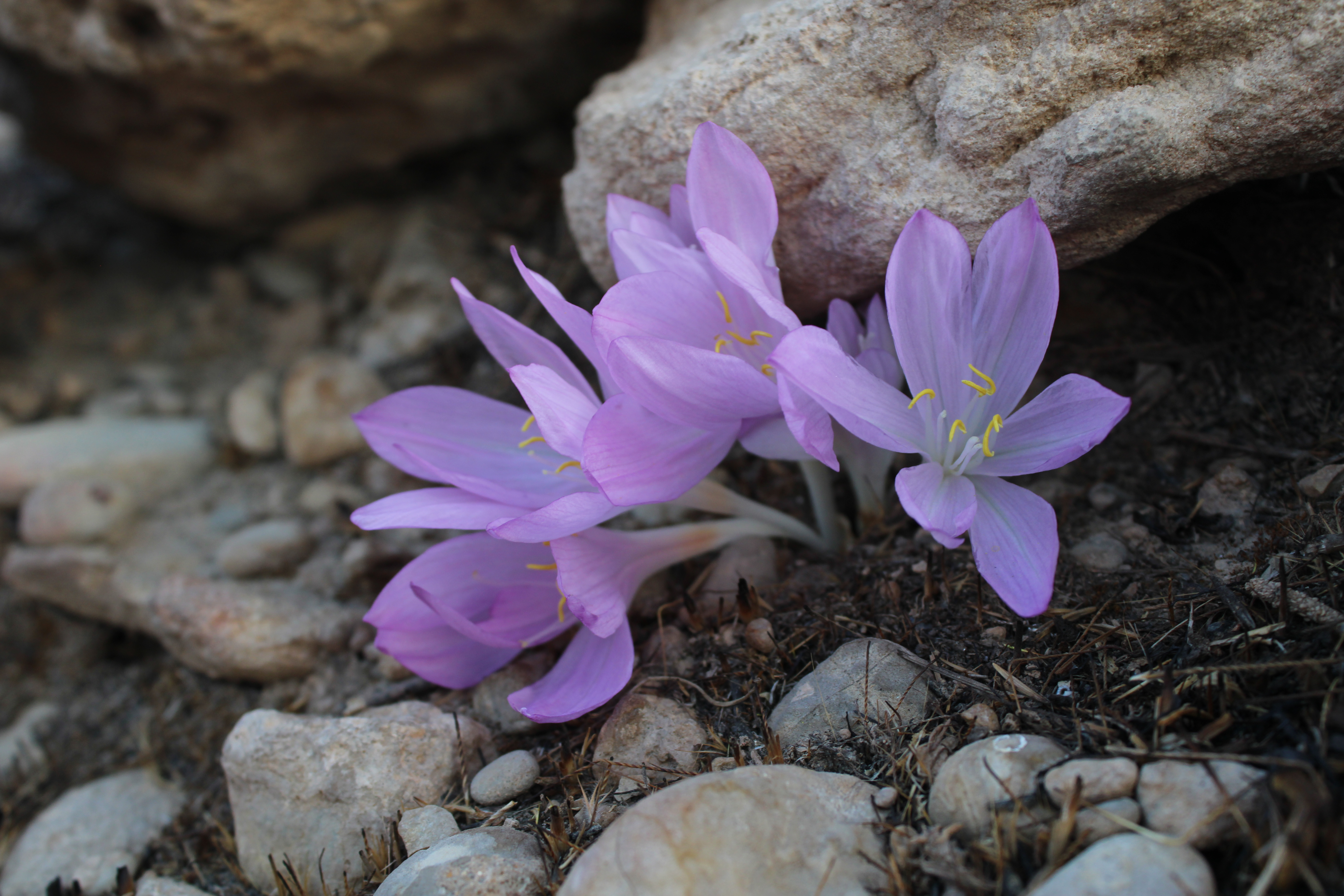
Colchicum Persicum Baker (Behbahan)

La famille des Colchicaceae (Colchicacées), créée en classification APG III, est constituée de plantes monocotylédones. Elle comprend environ 200 espèces réparties en une vingtaine de genres.
Ce sont des plantes herbacées, vivaces, rhizomateuses ou à bulbe, des régions tempérées d'Eurasie et d'Afrique australe.

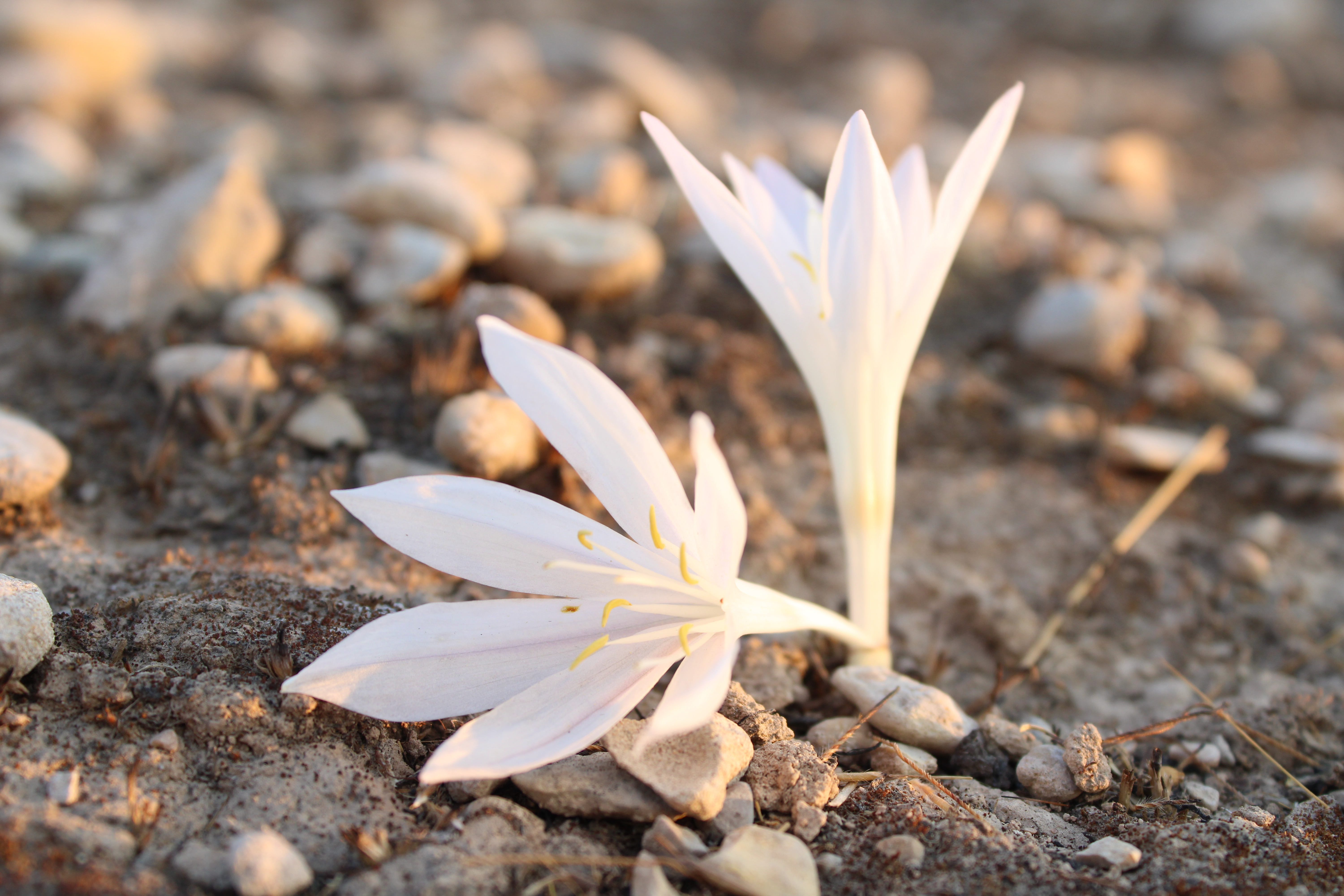
Colchicum Persicum

En France on peut citer le genre Colchicum, avec plusieurs espèces dont le colchique d'automne.
En classification classique de Cronquist (1981), ces plantes étaient assignées aux Liliacées.

## Étymologie
Le nom vient du genre Colchicum, lequel est dérivé de Colchide, Colchis ou Kolchis (dans les langues géorgienne et laze : კოლხეთი, k'olkhéti ; en grec Κολχίς, Kolchis, sans doute lié au khalkos désignant le cuivre), ancien État, royaume puis région de Géorgie, où était censée habiter la magicienne Médée.
Le plus grand nombre d'espèces se rencontre en effet en Asie mineure et dans les Balkans. Le colchique est également connu sous les noms « safran bâtard », « safran des prés », ou encore « tue-chien » en raison de sa grande toxicité.

## Classification
En classification classique de Cronquist (1981) la famille n'existe pas, ces plantes faisant partie des Liliacées.
Cette famille est créée dans la classification phylogénétique.

## Liste des genres
Selon World Checklist of Selected Plant Families (WCSP) (25 nov. 2011) :
- Androcymbium Willd. (1808)
- Baeometra Salisb. ex Endl. (1836)
- Burchardia R.Br. (1810)
- Camptorrhiza Hutch., Fam. Fl. Pl. (1934)
- Colchicum L. (1753)
- Disporum Salisb. ex G.Don (1812)
- Gloriosa L. (1753)
- Hexacyrtis Dinter (1932)
- Iphigenia Kunth (1843)
- Kuntheria Conran & Clifford (1987)
- Ornithoglossum Salisb. (1806)
- Sandersonia Hook. (1853)
- Schelhammera R.Br. (1810)
- Tripladenia D.Don (1839)
- Uvularia L. (1753)
- Wurmbea Thunb. (1781)

Selon Angiosperm Phylogeny Website (17 mai 2010) :
- Androcymbium Willd.
- Baeometra Salisb. ex Endl.
- Bulbocodium L.
- Burchardia R. Brown
- Camptorrhiza Hutch.
- Colchicum L.
- Disporum
- Gloriosa L.
- Hexacyrtis Dinter
- Iphigenia Kunth
- Kuntheria
- Littonia Hook.
- Merendera Ramond
- Neodregea C.H.Wright
- Onixotis Rafinesque
- Ornithoglossum Salisb.
- Petermannia F.Muell.
- Sandersonia Hook.
- Schelhammeria
- Triplandenia
- Uvularia
- Wurmbea Thunb.

Selon NCBI (15 avr. 2010) :
- Androcymbium
- Baeometra
- Burchardia
- Camptorrhiza
- Colchicum
- Disporum
- Gloriosa
- Hexacyrtis
- Iphigenia
- Merendera
- Onixotis
- Ornithoglossum
- Prosartes
- Schelhammera
- Tripladenia
- Uvularia
- Wurmbea

Selon GBIF (20 juin 2022) :
- Androcymbium Willd.
- Baeometra Salisb.
- Burchardia R.Br.
- Camptorrhiza Hutch.
- Colchicum L.
- Disporum Salisb.
- Gloriosa L.
- Hexacyrtis Dinter
- Iphigenia Kunth
- Kuntheria Conran & Clifford
- Ornithoglossum Salisb.
- Sanderosa
- Sandersonia Hook.
- Schelhammera R.Br.
- Tripladenia D.Don
- Uvularia L.
- Wurmbea Thunb.

## Liens externes

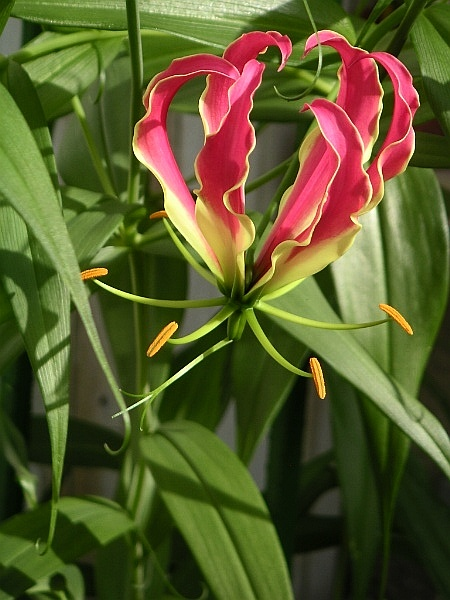
Gloriosa rothschildiana (Afrique)